# Limnephilus guadarramicus
Limnephilus guadarramicus är en nattsländeart som beskrevs av Schmid 1955. Limnephilus guadarramicus ingår i släktet Limnephilus och familjen husmasknattsländor. Inga underarter finns listade i Catalogue of Life.